# Витанешти (Вранча)
Витанешти (рум. Vitănești) насеље је у Румунији у округу Вранча у општини Цифешти. Oпштина се налази на надморској висини од 180 m.

## Становништво
Према подацима из 2002. године у насељу је живело 309 становника, од којих су сви румунске националности.